# Ralston (Wyoming)
Ralston es un lugar designado por el censo ubicado en el condado de Park en el estado estadounidense de Wyoming.  En el año 2010 tenía una población de 280 habitantes y una densidad poblacional de 19.18 personas por km² .

## Geografía
Ralston se encuentra ubicado en las coordenadas 44°42′30.52″N 108°52′56.78″O / 44.7084778, -108.8824389. Según la Oficina del Censo, la localidad tiene un área total de 14,6 km² (5,6 mi²), de la cual 14,6 km² (5,6 mi²) es tierra y 0 km² (0 mi²) (0.0%) es agua.

### Localidades adyacentes
El siguiente diagrama muestra a las localidades en un radio de 48 kilómetros (29,8 mi) de Ralston.

## Demografía
En el 2000 la renta per cápita promedia del hogar era de $40.893, y el ingreso promedio para una familia era de $41.429. El ingreso per cápita para la localidad era de $22.320. En 2000 los hombres tenían un ingreso per cápita de $29.091 contra $28.333 para las mujeres. Ninguno de la población estaba bajo el umbral de pobreza nacional.